# Gypse (roche)
Cet article concerne une roche. Pour le minéral, voir gypse.

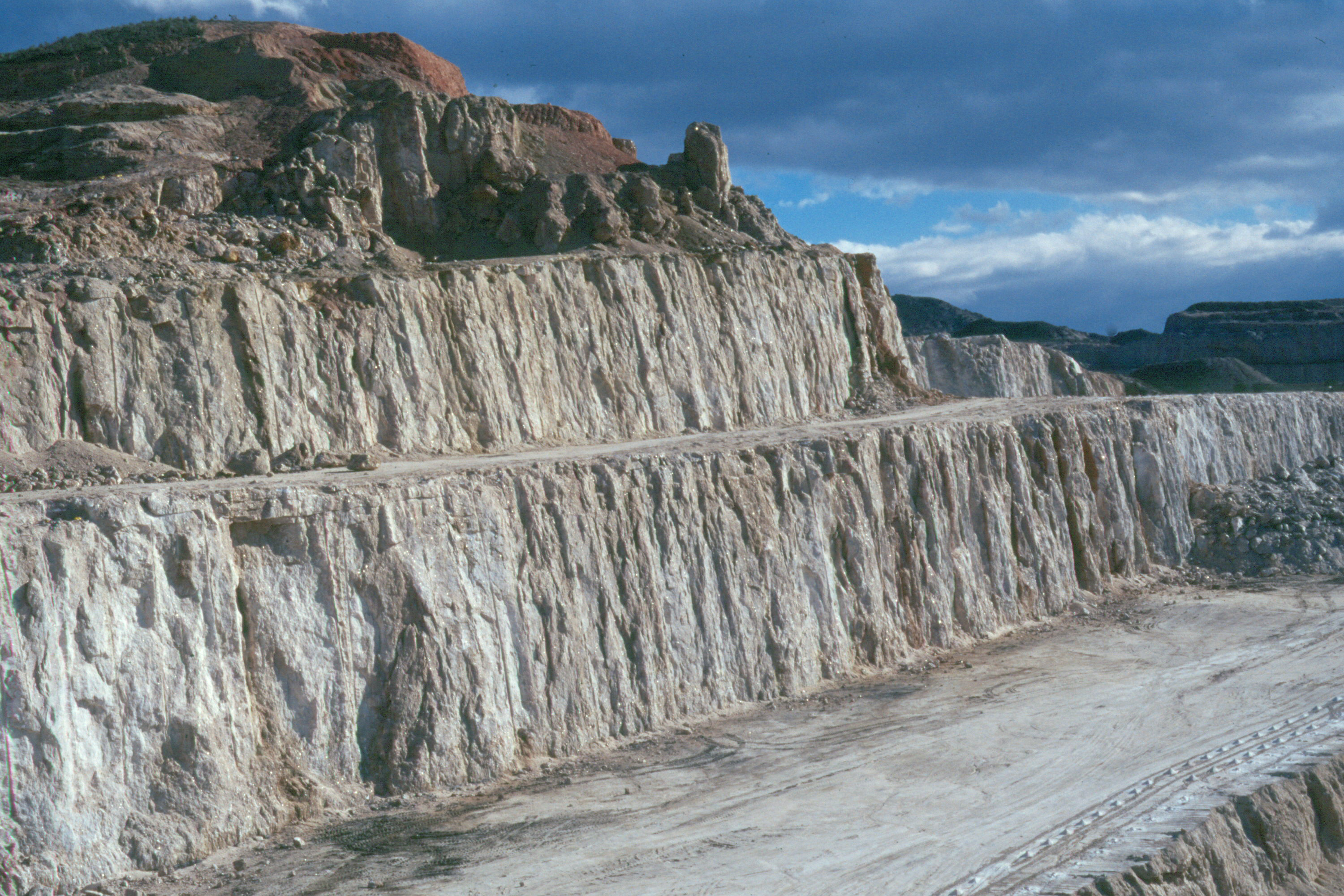
Carrière de gypse à Almería, Espagne.

Le gypse, dénommé aussi gypsite ou pierre à plâtre, est une roche tendre saline ou une évaporite commune, voire abondante, entièrement cristallisée, composée principalement du minéral gypse, un sulfate doublement hydraté de calcium, décrit par la formule CaSO4 · 2 H2O et qui constitue le premier fin dépôt dans les marais salants. La roche de gypse possède un domaine de stabilité assez étendu, mais en général dans des conditions de température élevée et de migration aisée de l'eau, elle se transforme en anhydrite, plus dense et plus dure. Sa texture cristalline est généralement moyenne à fine, mais elle peut être granulaire à fibreuse.
Il faut se méfier de la catégorisation facile de roche sédimentaire évaporitique puisque le processus d'évaporation qui n'est le plus souvent qu'une première étape ne décrit qu'un aspect des diverses para- et dia-génèses à l'origine de la roche gypseuse. Outre les dépôts d'hypernoguessites ou de roches chimiques salines, le gypse est parfois inséré en bancs plus ou moins puissants (épais) ou lentilles plus ou moins minces dans les roches sédimentaires, notamment dans les calcaires dolomitiques et dans les marnes et les roches argileuses. C'est la roche qui permet de fabriquer industriellement le plâtre.
La roche est parfois quasiment pure, mais elle peut être accompagnée par des impuretés variées ou associée à d'autres espèces minérales comme l'anhydrite, l'argile, la calcite ou l'aragonite, des clastes de silice ou de calcaire... Il existe aussi des filons miniers remarquables. La mine de Naïca dans l'État mexicain désertique de Chihuahua possède des cavités à cristaux métriques épargnés, les géants dépassant 10 mètres.
La « migration de fontis », cavité due à la lente dissolution de gourdanite ou entonnoir creusé par l'effondrement catastrophique des toits argileux et/ou sableux d'anciennes carrières de gypse, s'élargissant en suivant des lignes de failles, et générant des effondrements successifs parfois souterrains, est un puissant facteur d'instabilité des terrains.

## Propriétés physique et chimique du gypse
Le gypse est une roche tendre, entièrement cristalline, de masse spécifique entre 2,2 à 2,4 selon le degré d'impuretés : elle est entièrement cristallisée lorsqu'elle est suffisamment pure. L'indice de dureté Mohs des grands cristaux, en prisme rhomboïdale oblique ou en fer de lance ou macle de deux cristaux lenticulaires, est situé entre 2 et 3, mais la plupart des gypses ont un indice entre 1,5 et 2. Elle se laisse facilement rayer à l'ongle, ce qui permet de l'identifier en la distinguant des calcaires.

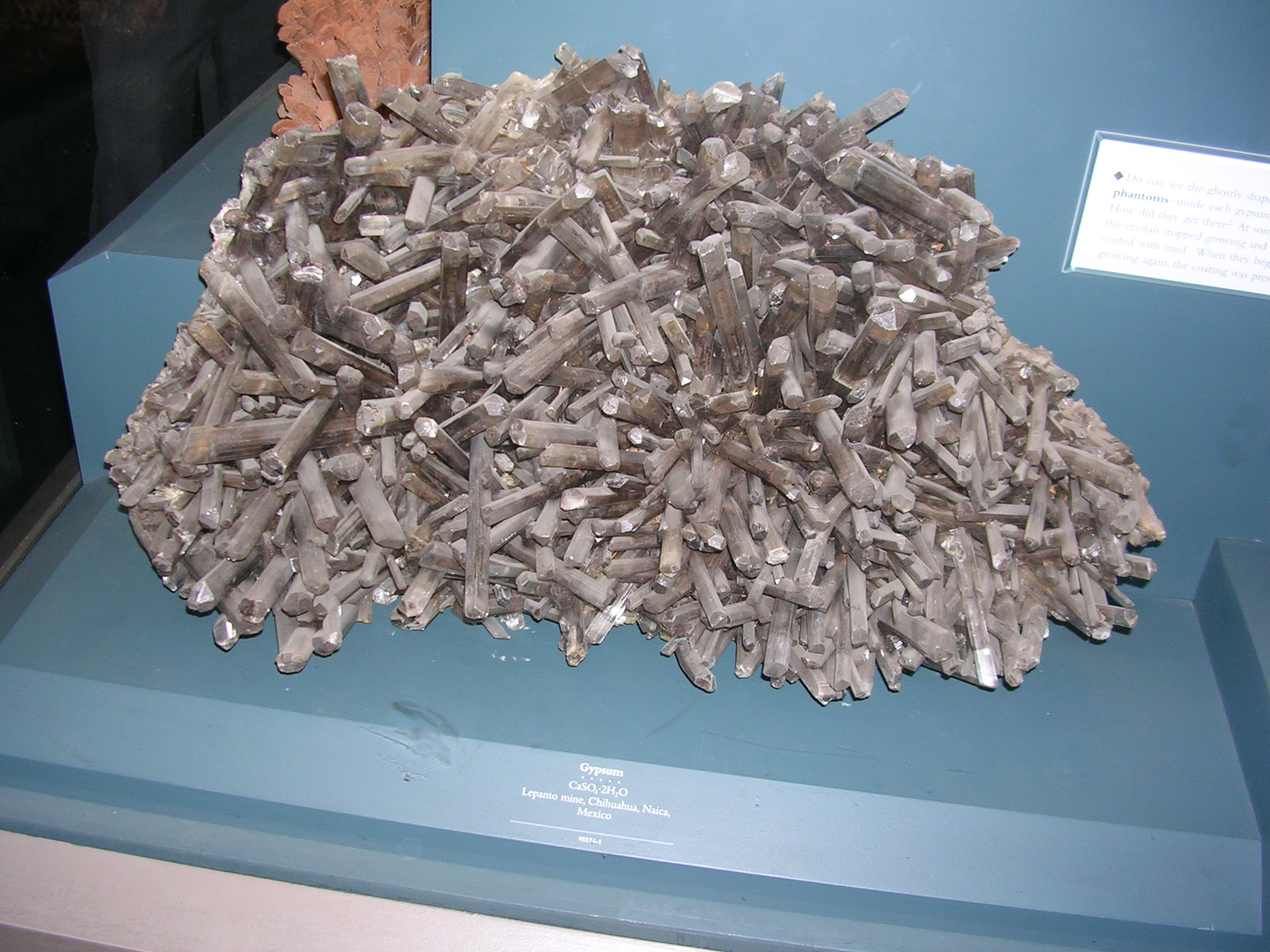
Gypse en cristaux tabulaires allongés

Selon la nature et l'agencement des cristaux, le gypse a pu être dénommé compact, lamellaire, fibreux, terreux ou saccharoïde. L'albâtre en fines masses grenues, translucide à blanche, la rose des sables à noyaux de grains de quartz et le gypse mica sont considérés comme des variétés de la roche évaporite.

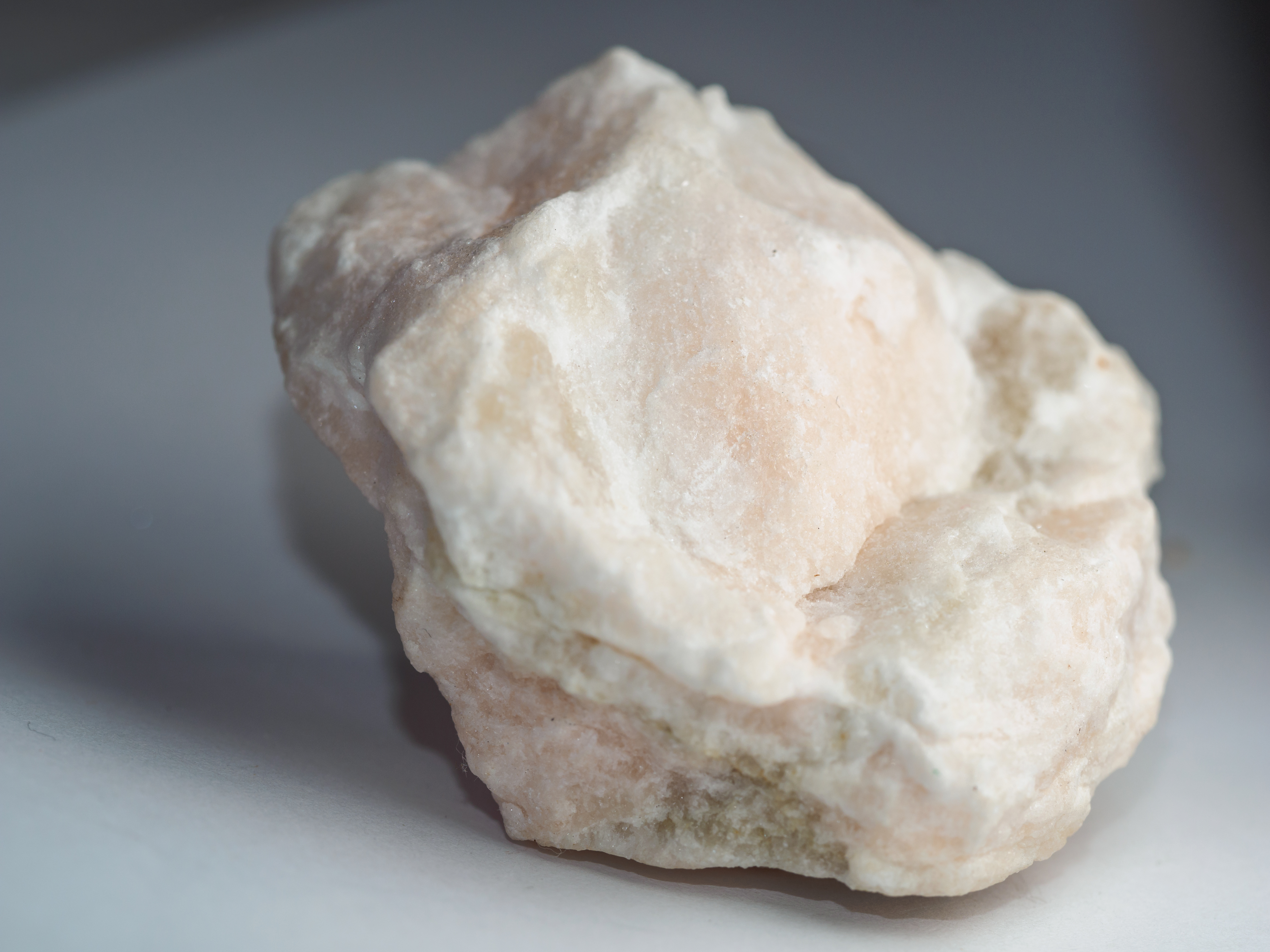
Albâtre gypseux

Sa cassure conchoïdale et irrégulière rappelle parfois la texture du sucre cristallisé en pain, en latin saccharum : c'est la variété commune de gypse saccharoïde aux masses grenues bien plus grossières que l'albâtre. Sa cristallisation s'est effectuée en masse grenue de façon grossière, visible à l'œil. Mais elle peut être en masse composée de particules très fines, uniquement visible au microscope, c'est la variété recherchée de l'albâtre utilisée pour la sculpture ou le moulage d'objets précis. Souvent, la porosité du matériau permet une teinte dans la masse.
Les cristaux prismatiques aplatis présentent aussi parfois l'aspect allongé de lamelle ou de fibre : le gypse est dit alors lamelleux ou fibreux. Ils peuvent aussi groupés en aiguilles parallèles, en bouquet, en amas radié stalactiforme.
Le gypse a une dureté Mohs de l'ordre de 2. La cristallisation en agrégats fibreux, avec des cristaux allongés et(ou) enchevêtrés lui confère un aspect particulier anciennement appelé spath satiné.
Signalons enfin la grande facilité du gypse à former des macles, ce qui explique les propriétés mécaniques de la roche, par l'enchevêtrement des cristaux ainsi pontés. Les petits cristaux qui s'assemblent en masse cristalline jaunâtre, formant la variété nommée le « grignard de Montmartre », dévoilent des macles en pied d'alouette.
L'existence de plans interfoliaires, c'est-à-dire entre feuillets formés par les tétraèdres SO4, la souplesse des fines lames cristallines, facilement découpées au couteau, donc amovibles, expliquent la plasticité des puissantes formations gypseuses et leur aisance à se déplacer ou se mouvoir sous les contraintes tectoniques ou les pressions d'enfouissement.
La roche gypseuse est en général blanche ou jaunâtre, grise ou rosâtre. Au microscope, les cristaux présentent des formes et des couleurs variées. Ils sont transparents aux rayonnements infra-rouges et ne montrent qu'une faible absorption aux UV.
Le trait est blanc et la trace est suffisamment poudreuse pour que la plupart des craies marqueurs sur l'ardoise des écoliers soit confectionnée à partir de gypse coloré. Un des noms anglais le plus anciens, adapté du latin médiéval, est terra alba soit la terre blanche.

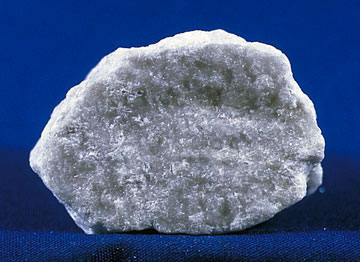
Gypse légèrement fibreux

Leurs éclats sont vitreux à soyeux pour les variétés fibreuses, nacrés sur le plan du clivage si le cristal est suffisamment grand.
Le gypse est soluble dans l'eau pure. Il se dissout très lentement. Un litre d'eau dissout 2,5 g de gypse. La solution obtenue, autrefois appelée eau séléniteuse, est impropre à la cuisson des aliments et au savonnage du linge. Un savon liquide agité dans une eau séléniteuse forme immédiatement de grumeaux grossiers.
Les suspensions aqueuses épaisses de fines poudres de gypse (granulométrie entre 1 et 10 μm, proportion pulvérulente de 42 % en masse dans l'eau) ont la particularité d'être des fluides rhéopectiques, c'est-à-dire dont la viscosité augmente avec le cisaillement.
La roche gypseuse ne fait pas effervescence avec les acides. L'eau chargé de gaz carbonique est sans action sur la roche. Elle est soluble à chaud dans l'acide chlorhydrique dilué. L'addition d'une solution de dichlorure de baryum à une eau séléniteuse entraîne un précipité blanc de sulfate de baryum. Chauffé, ce sel cristallisé montre une fluorescence vert-jaune ainsi qu'une phosphorescence à la lumière ultra-violette. C'est une technique d'identification des feuillets d'ions sulfates reconstitués.
La gypsification est la transformation par hydratation progressive de l'anhydrite en gypse. À température ordinaire, elle nécessite un contact prolongé avec l'eau. Lorsqu'elles concernent des masses rocheuses, l'augmentation de volume provoquent des gonflements de terrains proches
Sous l'action de la chaleur, le minéral se transforme en plâtre. Des lamelles de gypse chauffée légèrement à 40 °C dans un tube à essai blanchissent, puis s'effritent et tombent en poudre. La matière qui se dégage du tube est simplement de la vapeur d'eau rapidement condensé en buée - eau liquide sur les parois plus fraîches - ou bien en brouillard ou micro-gouttelettes en suspension dans l'air. Par une réaction chimique légèrement exothermique, le sulfate de calcium doublement hydraté perd la majorité de son eau de structure et se transforme en hémihydrate ou bassanite, un des constituants majeurs du "plâtre sec" ou du plâtre vif.

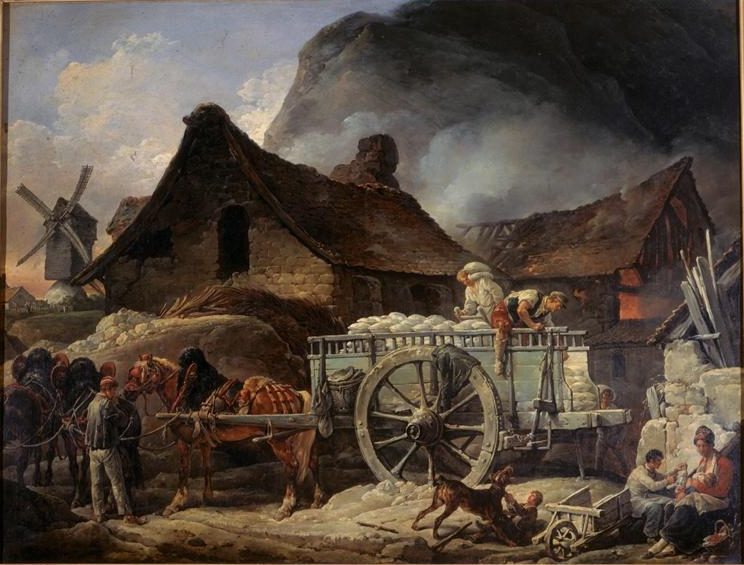
Four à plâtre (peinture)

Le gâchage du plâtre consiste, au niveau microscopique, à générer une renaissance ou apparition de cristaux gypseux, allongés, enchevêtrés ou entremêlés, qui explique les qualités de « prise » du matériau plâtre humidifié. La cinétique de ces micro-formations peut être corrélée au « temps de prise », bien connu des plâtriers. 
Notons que le plâtre mort, par définition sans aucune prise, est une variété artificielle de « gypse pulvérulent », reconstitué en hydratant le plâtre de façon contrôlée, mais avec un excès d'eau. Il s'agit au microscope d'une poudre blanche légère, douce au toucher, comportant une multitude de fins cristaux aciculaires de gypse.

## Réaction et transformations thermiques sophistiquées: fabrication du plâtre et gypsage de ciments
La fabrication industrielle de plâtre est réalisée, dans des fours spéciaux à moins de 200 °C à charge unique ou lot pendant un temps court ou au niveau industriel, dans un séchoir pneumatique, un four cylindrique mécanique tournant ou rotatif en procédé continu pendant une heure à 70-80 °C. C'est le plâtre d'hémihydrate β, solide microporeux qui est obtenu : après réhydratation, il donne un plâtre à faible résistance mécanique en compression (10 MPa). Le plâtre d'hémihydrate α est une variété microcristallisée obtenue par traitement autoclave : il fournit de meilleures résistances à la compression, supérieure à 30 MPa.
En réalité, le plâtre est un mélange sophistiqué de différents produits qui, selon les divers procédés, utilisent les leviers des réactions chimiques de déshydratation réversibles ou irréversibles : température; durée, hygrométrie. Il comporte aussi des sulfates de calcium anhydre de diverses natures. La variété β s'obtient par une réaction de déshydratation du gypse réversible au-delà de 150 °C. Ce sulfate de calcium anhydre β est un déshydratant puissant, soluble dans l'eau. Chauffé au-delà de 300 °C, par exemple à 400 °C pendant une heure, le gypse perd de façon irréversible l'eau interfoliaire : il donne le sulfate de calcium anhydre α ou anhydrite α, non hydratable, qui est une forme stable des sulfates naturels jusqu'à 1 400 °C. Mais certains activateurs chimiques peuvent le rendre à nouveau hydratable.
Gâché avec de l'eau, le plâtre forme une pâte épaisse qui durcit rapidement en augmentant de volume : le plâtre fait prise. Il se réhydrate à la fois facilement et lentement en présence d'eau. L'eau permet au niveau microscopique la solidification des feuillets tétraédriques et assure la cohésion des enduits au niveau macroscopique.
Les plâtriers savent de temps immémoriaux que tous les plâtres ne se valent pas. Prise rapide et résistance étaient et sont recherchées. Les plâtres d'Aix-en-Provence et de Paris étaient appréciés pour ces qualités. Le plâtre de Paris, au renom universel au XIXe siècle, a été exporté au loin. Ainsi le quartier parisien d'Amérique sur la butte de Belleville, entre la rue des Plâtrières et la rue des Carrières-d'Amérique, tire sa désignation de l’origine de la fortune du premier propriétaire qui exploita ces carrières

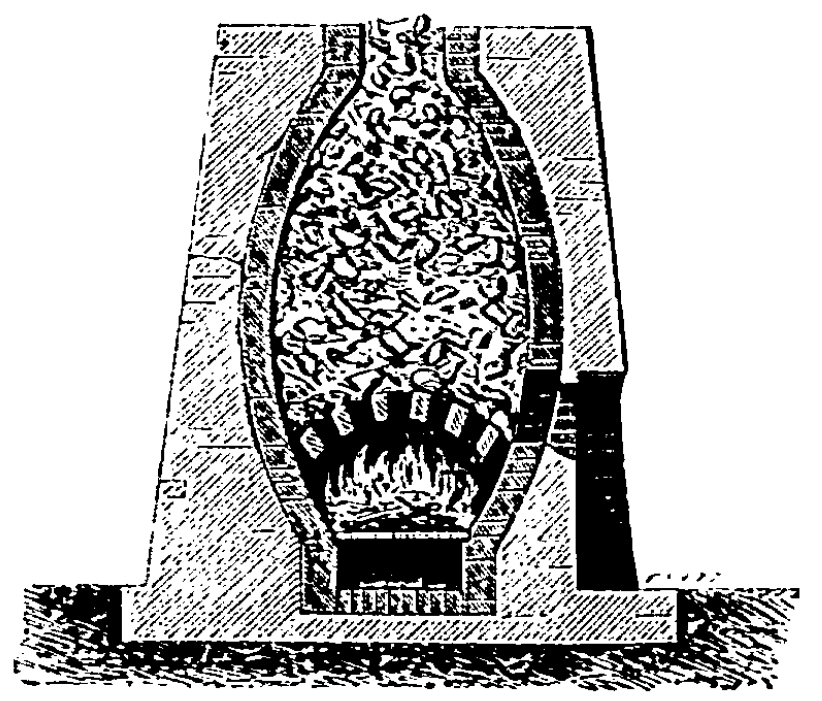
Four à plâtre (croquis de cours de chimie 1897)

Au microscope optique, la masse obtenue, constituée d'agrégats de petits cristaux enchevêtrés, apparaît comme une sorte de gypse reconstitué. Le plâtre est utilisé par les maçons pour faire des enduits de surface et des scellements, mais aussi par les sculpteurs pour faire des moulages, par les médecins pour réaliser des gaines rigides destinées à immobiliser les fractures osseuses, par les enquêteurs scientifiques pour garder des empreintes... Cette matière entre en particulier, parfois avec de la gélatine et de colorants, dans la fabrication de gypserie, de staff, de stuc moderne, des diverses imitations de marbre et de « craie » ronde.
Dans l'industrie cimentière, le gypse est mélangé avec certains clinkers pour obtenir le ciment commercialisable. Il joue le rôle de régulateur de prise en masse. En particulier, il réagit avec le composant le plus réactif, l'aluminate tricalcique et l'eau, pour former de fin cristaux d'ettringite. Ce dernier composé stable retarde la prise en masse jusqu'à l'utilisation.

## Gîtologie
Une roche soluble et cristallisée résulte d'une étape liminaire, l'évaporation d'une solution dans un milieu lagunaire sursalée si on exclut a priori un dépôt en phase vapeur en condition volcanique, les filons hydrothermaux, une oxydation de sulfure métallique commun comme la pyrite. Dans ce cadre, le sulfate naturel gypse apparu dans les mers peu profondes, les lagunes et les lacs salés des dépressions endoréiques est un minéral des séries évaporitiques. Mais la roche connaît ensuite une genèse et une histoire complexe.
L'eau de mer, par exemple, contient toujours des ions, susceptibles de former du sulfate de calcium, environ 1,5 kg/m³ dissous. Dans les marais salants, ce dépôt intervient entre la précoce précipitation des carbonates de calcium, calcite ou aragonite et la précipitation progressive de la halite ou sel gemme NaCl. La séquence évaporitique se clôt avec la formation des sels magnésiens et potassiques, par exemple la carnallite ou la sylvinite.

### Modélisation par séquence évaporatoire et diagenèse: du simple au complexe
Reprenons une distinction arbitraire entre les roches à minéraux primaires et secondaires. 
Minéraux primaires
Le premier mécanisme de genèse du gypse est chimique : il fait intervenir la précipitation du sulfate de calcium CaSO4 en solution par évaporation d'eau sursalée. Il peut cristalliser à la fois sous forme hydratée (gypse – CaSO4・2 H2O) ou exceptionnellement ensuite anhydre (anhydrite – CaSO4). À faible température et faible concentration saline, le gypse est le premier à se former. L'anhydrite se forme à plus haute température. Lorsque la salinité augmente, l'anhydrite se forme plus facilement et remplace le gypse.
Minéraux secondaires

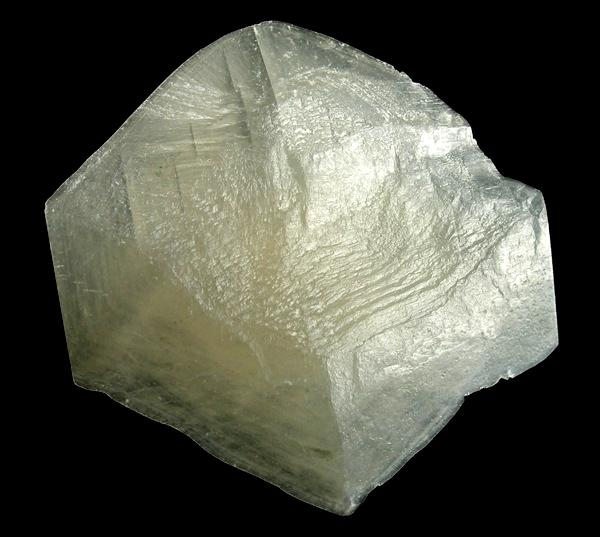
Gypse du Grand Lac Salé

La transformation diagenétique du gypse en anhydrite se fait par apport de chaleur, perte de l'eau et accroissement de pression sous les sédiments. La déshydratation du gypse peut être incomplète ou réversible, il y a alors formation d'hémihydrate ou plâtre naturel ou d'anhydrite β soluble. Lorsque les phases cristallines sèches sont réhydratées, il y a une nouvelle cristallisation de gypse, en fines aiguilles entrelacées ou parfois en fers de lance.
Ce modèle de séquence évaporitique suivie d'une diagenèse, relativement simpliste s'appuie essentiellement sur les observations communes des marais salants ou des lagunes sursalées. Mais il ne prend pas en compte les sels complexes, au minimum une vingtaine, qui existent dans la nature et peuvent se former au cours du processus. D'autre part, les milieux lagunaires naturels ne sont pas ni totalement arides ni obligatoirement secs et chauds. En témoignent les trois mammifères reconstitués par Georges Cuvier à partir d'ossements fossiles des couches supérieures du gypse de Montmartre : le paléothérium, l'anaplothérium, le xiphodon. Il existe une fluctuation incessante au cours des saisons ou des années, des décennies ou des siècles des apports d'eau : eau de mer, eau des affluents tributaires des zones continentales proches, pluie ou même neige. Une période plus ou moins brèves de régression marine permet l'exposition au soleil du milieu lagunaire. Une période de transgression marine alimente la lagune : la couche saline s'accroît.
Même après le piégeage sous des sédiments, après une reprise de la subsidence et de l'érosion des bords du bassin, la roche en formation contient de l'eau sous forme de solutions sursalées qui peuvent ou bien nettoyer la roche naissante de ses composants plus solubles, avec l'influence déterminante de pression et de température inconnues en surface ou bien être évacués plus ou moins brutalement par des brèches ou des fissures poreuses à certains stades de la paragenèse. On comprend alors l'emploi spécialisé de métamorphismes salins pour qualifier les évolutions vers les compositions chimiques fixes de la roche.

### Minéraux associés
- Halite, précipitation suivante dans la séquence évaporitique.
- Carbonates, précipitations précédentes dans la séquence évaporitique.
- Anhydrite, origine souvent commune

### Altération
L'anhydrite α soluble, roche grise à rougeâtre qui se raie à l'ongle, s'altère facilement au contact de l'air, ainsi on n'observe cette roche perfide que rarement en affleurement. Hydratations et déshydratations successives conduisent respectivement à des augmentations ou diminutions du volume, provoquant une perte de cohésion de la roche.

### Reconstitution de l'espace parisien au temps des évaporites
Les strates géologiques de la butte Montmartre témoignent d'un monde lagunaire du Ludien disparu. Les terrains gypseux, épais d'une cinquantaine de mètres, reposent sur des marnes dites infragypseuses, caractérisées par une faune d'oursins et de mollusques marins, à la base du mont. La masse gypseuse de couleur beige, divisée par deux minces lits marneux intercalaires à coquilles marines est recouverte par une couche marneuse, dite supragypseuse aux fossiles d'eaux saumâtres, lacustres ou même marins. Cette épaisse couche marneuse imperméable, à reflets bleutés dans les coupes stratigraphiques, elle-même surmontée au sommet de la butte par les sables de Fontainebleau du Stampien, a permis de protéger de l'altération des eaux le gypse, roche soluble. Les affleurements caractéristiques sont d'ailleurs limités au talus dont le rebord est marneux.
Outre la masse supérieure gypseuse qui, évoquée plus haut, a permis la naissance d'une science, la paléontologie, les couches inférieures et moyennes ont fourni des débris de tortues et de crocodiles, sans doute piégés par une aridité drastique. L'histoire géologique peut être esquissée en trois phases :
- Après le dépôts des marnes inférieures, la mer parisienne se retire en abandonnant une étendue à la fois localement plate et formant une immense cuvette. Cette configuration permet de limiter les échanges avec la mer libre et de former ainsi des conditions lagunaires. Le tapis argileux ou marneux retient les eaux salées en surface.
- Les oscillations marines favorisent le remplissage plus que la vidange de la vaste cuvette par l'eau de mer. L'évaporation favorisée par un climat chaud donne les premiers épais dépôts salins. À deux reprises, la communication avec le flux marin est rétablie comme l'attestent les lits marneux intercalaires à faune marine. Mais le système lagunaire fonctionne à nouveau. L'espace ouvert, facilement accessible aux animaux terrestres, offre des pâturages secs mais recèle aussi des pièges humides qui expliquent l'enlisement de lourds mammifères.
- Une dernière transgression marine, après quelques oscillations indécises, submerge la roche saline et dépose une dernière couche marneuse protectrice. La mer, et plus tard les eaux dans la roche en formation, ont lessivé le sel marin.

## Bancs gypseux, orogenèse et tectonique
La fermeture d'une mer ou d'un océan peut donner suite à une élévation de relief et parfois à la formation d'une vraie montagne ou orogenèse. Le gypse, roche saline sédimentaire tendre, déformable et légère par sa structure cristalline, confère aux couches épaisses qu'elle constitue des caractéristiques plastiques et mécaniques singulières. Le gypse possède en effet des propriétés plastiques caractéristiques des minéraux d'évaporites, soumis à forte pression, il peut s'écouler et constituer une semelle de glissement, par effet de gravité ou de pression tangentielle. Les montagnes, monts ou formations géologiques qui reposent sur des bancs de gypse sont potentiellement instables sur un plan tectonique, susceptibles d'être glissées, versées ou coulissées au loin par des nappes de charriage.
Dans le cas d'une orogenèse basée sur une tectonique induisant des poussées tangentielles, les bancs gypseux se comportent comme de véritables couches savonneuses qui permettent le glissement de gigantesques formations rocheuses sus-jacentes vers des positions allochtones. Il n'est pas rare de trouver des lits gypseux en semelle de chevauchement ou de nappes de charriage.
Soumis à d'autres contraintes, par exemple de pressions d'étranglement ou de compression, les bancs de gypse forment sur la longue durée des dômes, des diapirs, des ondulations ou des retournements dignes des bicouches savonneuses. Cette capacité des formations gypseuses à enregistrer, puis garder en mémoire les influences tectoniques dans un bassin est largement utilisé par les géologues en quête de matière première.

## Principaux gisements terrestres

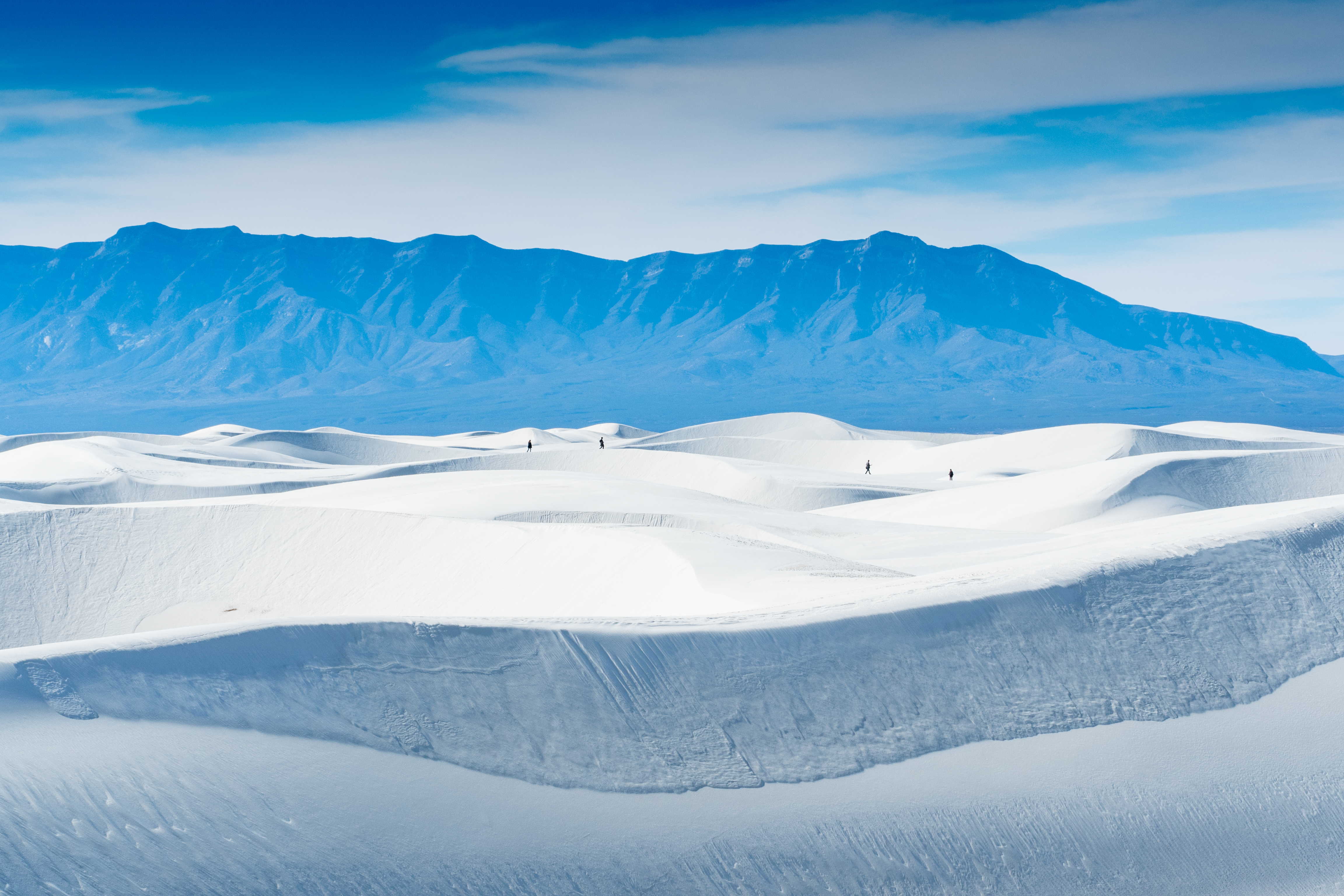
Dunes de gypse dans le parc national de White Sands, Nouveau-Mexique, États-Unis.

Les gisements sédimentaires sont nombreux, communs et abondants. Les pays qui disposent dans leur sous-sol de vastes gisements sont :  les États-Unis (New York, Michigan, Kentucky, Dakota, Kansas, Utah...), le Canada, l'Australie, l'Espagne, la France, l'Italie notamment en Toscane et en Sicile, la Grande-Bretagne notamment en Angleterre par exemple dans le Nottinghamshire, l'Allemagne, le Chili, le Mexique, la Pologne, la Russie. Cette roche évaporite massive est souvent associée à des roches sédimentaires, tels les calcaires, les schistes argileux et les argiles.
En France, il existe de nombreux sites exploités, exploitables ou connus, en plus des filons miniers. L'exploitation qui peut être à ciel ouvert ou en carrière souterraine est estimée en 2010 à 350 millions de tonnes. Citons les :
- assises du bassin parisien (plus de 2/3 de la production française en 2010) : carrière à ciel ouvert de Cormeilles-en-Parisis en Val-d'Oise, de Le Pin-Villeparisis[14] en Seine-et-Marne ou près du fort de Vaujours en Seine-Saint-Denis, exploitations minières sous l'ancienne et vaste forêt de Montmorency[15] et sous le bois de Bernouille à Coubron...

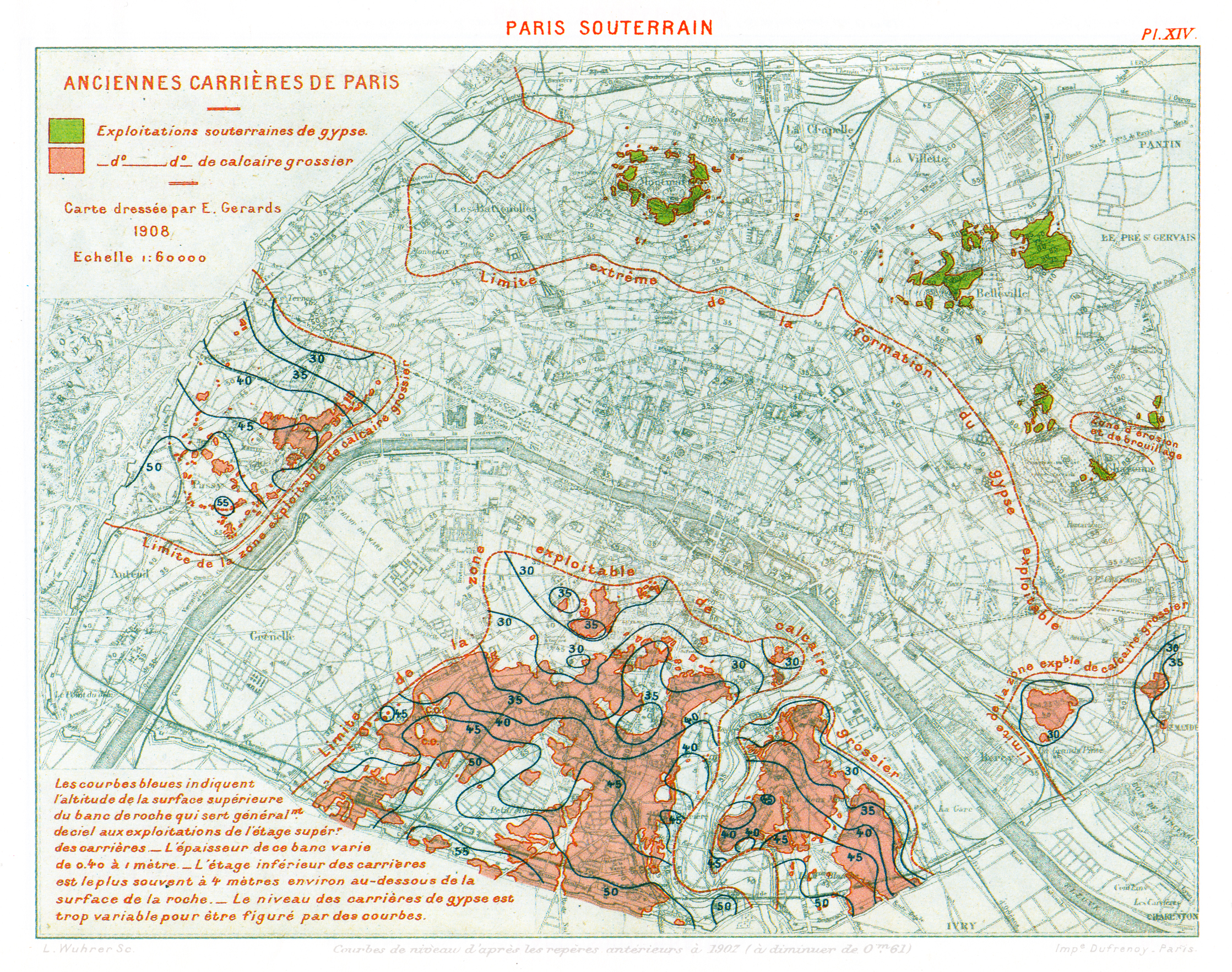
Anciennes carrières parisiennes de gypse (en vert, au nord et à l'est)

Les carrières de Montmartre comptent parmi les premières exploitations connues, renommées mondialement pour la transformation en plâtre de Paris ou plaster of Paris au XVIIIe siècle. Les cristaux y sont en masse jaunâtre ou jaune-brun et autrefois nommés grignards, ils contiennent parfois des minéraux limpides et décimétriques lorsqu'ils sont maclés en fer de lance et surtout en pied d'alouette. Le plâtre de Paris renommé s'exportait en ce siècle des Lumières puis au XIXe siècle dans le monde entier, par bateaux qui descendaient d'abord la Seine. L'activité était si intense que la rue Blanche à Paris doit son nom aux traces et poussières de gypse que les charrois laissaient au fil de leurs passages répétés dans ce quartier de Montmartre. D'un manière générale, l'exploitation parisienne de la lentille de gypse ludien à Montmartre et aux Buttes-Chaumont a été abandonnée progressivement au cours du XIXe siècle, pour gagner au XXe siècle l'ouest et l'est de Paris.

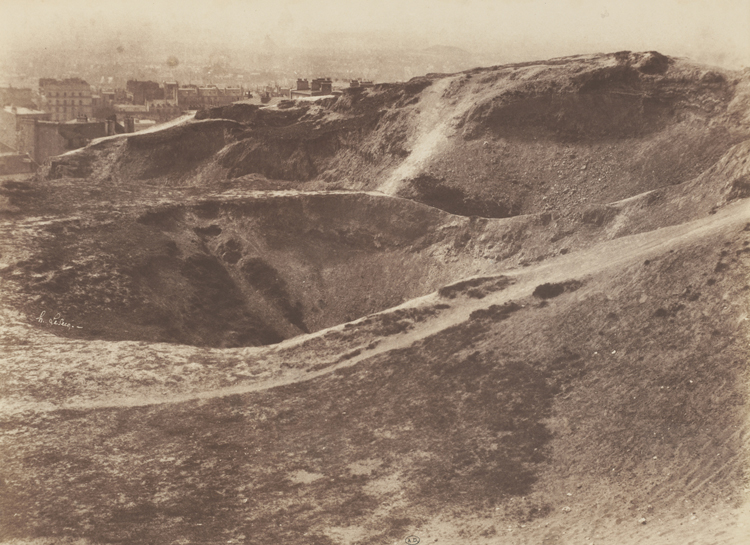
Carrières d'Amérique à Belleville

Il existe aussi de nombreuses mines souterraines abandonnées aux environs de Cormeilles-en-Parisis en Val-d'Oise et Triel-sur-Seine en Yvelines.
- bancs oligocènes du Sud-Est (moins d'un cinquième de la production française) : Saint-Jean de Maurienne, Mazan, Lazer, Auriol, Lantosque...
- séries triasiques d'âge Keuper de Lorraine ou d'Alsace, en particulier exploitées en Moselle à Helling et Kœnigsmacker (moins de 1 % de la production française actuelle)
- assises jurassiques dans les Hautes-Alpes et en Jura, de Cognac en Charente,
- marges ou centres du bassin aquitain avec les bancs triasiques d'Orthez, le gisement oligocène de Pouillon dans les Landes...
- bancs triasiques du Massif Central, de Portel dans l'Aude, de Tarascon en Ariège

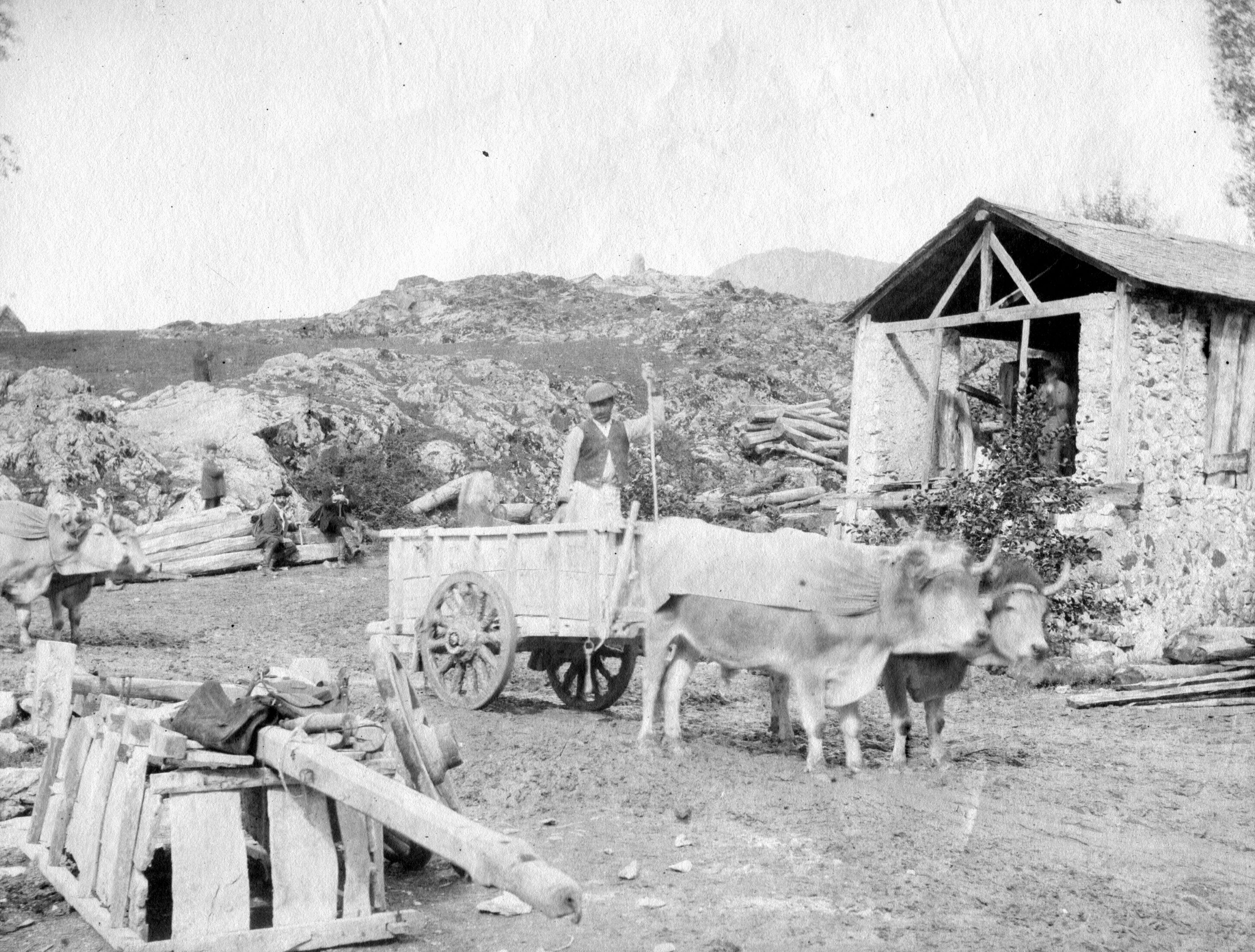
Plâtrière traditionnelle à Tarascon en Ariège

Enfin, les filons réputés de gypse se récoltent dans les filons métallifères, notamment de la mine carbonifère de La Mure en Isère et du gisement de Caresse en Pyrénées-Atlantiques.

## Extraction actuelle
Quelques spécialistes estiment à 70 % des réserves françaises exploitables le gypse qui se trouve dans les vastes assises du bassin parisien. L'extraction et la transformation du gypse y emploient 3 400 salariés et génèrent un chiffre d'affaires de 740 millions d'euros. En 2005, 3,1 millions de tonnes de gypse rocheux ont été extraits des carrières franciliennes dont les principales sont actuellement à Cormeilles-en-Parisis, Villevaudé, Vaujours et sous la forêt de Montmorency, mais l'exploitation gypsière a marqué de nombreux autres sites, tels que le plateau d'Avron, la butte Pinson, la butte de Romainville.
Le gypse naturel tout comme l'anhydrite sont extraits soit à ciel ouvert, soit en mines souterraines. Le mineur de gypse ou ouvrier chargé de l'extraction du gypse, voire de sa transformation économique, est dénommé gypsier. Au début du XXe siècle, le gouvernement français a reconnu la gypsose, maladie professionnelle due à l'inhalation des poussières de gypse, d'anhydrite et de plâtre.

### Exploitation des gisements dans le monde
Son exploitation dépasse 60 millions de tonnes en 1980. Environ 75 % du gypse exploité sert à la fabrication du « plâtre de Paris. » Les dépôts en strates sédimentaires ou bancs rocheux sont intensément exploités. Ainsi les gisements du Bassin parisien, de Volterra en Italie, d'Oural occidental, du Caucase septentrional, de l'Ouzbékistan, de Nouvelle-Écosse au Canada, de l'État de New York, du Michigan, d'Iowa, de Californie, du Texas... aux États-Unis, du Chili...

## Histoire de l'utilisation de la roche
Le gypse est une roche tendre facile à extraire et à tailler. Il a une grande importance économique. Depuis l'Antiquité égyptienne, il est exploité pour préparer des mortiers et du plâtre. La nécropole de Gizeh témoigne de cet important usage dans le bâtiment notamment funéraire et colossal : il avait aussi d'autres emplois techniques, par exemple plâtrer les murs des habitats, recouvrir les cadavres, faire des statues et des masques, souvent colorés, réaliser des adhésifs ou épaissir la pâte d'un pigment. Les sites d'exploitation les plus connus sont la contrée d'Al Fayoum, les gisements à l'ouest d'Alexandrie, la contrée de Suez et même les gisements près des rives de la mer Rouge.
Les Romains, experts dans l'art du bâtiment et la construction de grand-œuvre civil, ont probablement été les premiers à développer des cuissons sophistiquées de roche gypse présélectionnée, en particulier à des températures atteignant ou dépassant 300 °C. Architectes et maçons exigeaient surtout du plâtre à bonne prise quand on le mélange à l'eau.
Les gisements d'Aix-en-Provence et de Paris étaient autrefois appréciés pour permettre la fabrication de plâtres à prise rapide et résistants, de haute renommée. Mais il existait aussi pléthore de petits gisements locaux exploités, souvent encore très multiples à l'échelle départementale jusqu'à l'aube du XXe siècle. La mécanisation et la rationalisation économique de la production, ainsi que la disparité d'accès et la variété des petits gisements spécifiques, a contribué à concentrer et à monopoliser la production française à quelques sites notoires.

### Usages industriels, artisanaux ou agricoles
Le gypse est essentiellement employé dans la fabrication de plâtre, de gypserie ou de stuc, de ciments et de plaques de plâtre. Les trois quarts du gypse exploité dans le monde au début des années 2000 le sont pour ce matériau calciné qu'est le plâtre de Paris. Bien qu'un usage récent de ce dernier terme le restreigne à des applications médicales, il permet de réaliser des enduits, des scellements, des plaques ou des revêtements décoratifs aux motifs alambiqués ou raffinés, à base de stucs, de moulures et de staffs, dans le bâtiment, des craies rondes au simples "bâtons de craie", des moulages, des gaines rigides, par exemple pour guérir par immobilisation les fractures osseuses. Il est vrai que la plupart des autres plâtres et ciments diffèrent par leurs compositions et fabrications, incluant différents retardateurs, durcisseurs, desiccants, charges, colorants et autres apports spéciaux. La plaque de plâtre représente le plus souvent de grands panneaux rigides, à base de plâtre couché entre deux couches de carton séparées par de l'air, qui servent à former ou épaissir des cloisons intérieurs des habitats, plus rarement des murs en extérieur. Le plâtre, mauvais conducteur de la chaleur, est résistant au feu. Renforcé par des charges spécifiques (retardants de flamme ou inerte) ou des fibres de verre (propriétés mécaniques et isolation), le matériau posé devient un isolant thermique et un modeste pare-feu ou une paroi anti-incendie. 
Le gypse entre dans la composition de la plupart des ciments à raison de 2 à 3 % en masse : sa fonction est de retarder la prise du ciment Portland. Les anions sulfates libérés au moment de sa dissolution forme un mince film d'ettringite à la surface de l'aluminate tricalcique (C3A), la phase minérale du clinker qui réagit le plus exothermiquement lors de son hydratation. Il en résulte une relative passivation de la surface des grains de C3A, ce qui permet d'éviter une prise en masse trop rapide du ciment. Le gypse permet aussi de fabriquer des ciments sursulfatés, adaptés aux eaux salées ou agressives. L'ajout de gypse au clinker lors de son broyage, pour éviter la prise trop rapide et incontrôlée du ciment, se nomme gypsage.
C'est un fondant employé en céramique et un floculant en métallurgie. Il sert essentiellement comme agent de fluidité, charge ou agglomérant (filler), dans l'industrie textile, dans l'industrie papetière et celle des peintures et vernis.
Le gypse est aussi utilisé comme charge de remplissage ou filler de diverses microgranulométrie dans certains matériaux composites. Avec les carbonates de calcium ou autres carbonates, il est employé dans l'industrie des engrais ammonitrates comme charge secondaire pour stabiliser le nitrate d'ammonium. Il est ainsi toujours, et encore plus par ce biais, utilisé comme amendement calcique. Dans l'industrie des fertilisants, il sert en outre à transformer le carbonate d'ammonium en sulfate d'ammonium. Il sert aussi à diluer et à répandre insecticides et fongicides.
Le gypse est aussi une matière première chimique avec le dioxyde de carbone et l'ammoniac gazeux, d'un procédé industriel de fabrication de sulfate d'ammonium :
CaSO4・2 H2O (s) + CO2 (g) + 2 NH3 (g) → (NH4)2SO4 (s) + CaCO3 (s)
D'une manière générale, le gypse réagit avec le carbonate d'ammonium et tend à former du carbonate de calcium moins soluble et du sulfate d'ammonium.

#### Roche d'emploi artistique et décoratif
L'usage du gypse comme pigment blanc ou comme charge, stable à la lumière, est immémoriale. Les Égyptiens l'emploient communément dans leurs enduits. Les artistes italiens bien avant le Trecento s'en servent pour leurs gessos, notamment ceux en relief des enluminures. Le gypse par ses propriétés optiques intrinsèque est transparent dans les liants réfringents, notamment l'huile.
Même les civilisations andines, bien avant la conquête hispanique, connaissent l'usage du gypse comme pigment et charge : par exemple, la civilisation Ica du Pérou, qui nous ont transmis le secret de leurs laques.
Le gypse et les dérivés chimiques de la famille sulfate de calcium comme le plâtre représentent une charge commune des pastels. Très souvent, la racine "gypse" a servi à former des mots techniques qui s'appliquent à certains composants de cette famille. La gypsographie, terme de gravure, est ainsi un procédé pour tirer des estampes sur plâtre.
Les variétés granulaires les plus dures pour lesquelles il est facile d'obtenir un beau poli, sont nommées par les artistes de manière ambiguë albâtre, et par les scientifiques, albâtre gypseux : elles sont employées en sculpture depuis l'Antiquité. Comme de nos jours, elles pouvaient recevoir une coloration artificielle, notamment à l'aide de traitements thermiques et de pigments. Le commerce d'albâtre est toujours important en Italie, notamment à Florence, Milan, Livourne, mais aussi à Berlin en Allemagne.
Certaines variétés d'albâtre translucide permettaient d'obtenir des vitrages opalescents, du plus bel effet lumineux lorsqu'observé en éclairage par transmission. Il va sans dire que les pays pluvieux ne pouvaient suivre cette mode culturelle antique que de façon éphémère.

#### Quelques usages anciens
Le gypse a servi d'amendement en ions calcium pour les sols denses dans certaines conditions pédologiques et en climat forestier humide. À la fin du XVIIIe siècle et au début du XIXe siècle, le gypse de la Nouvelle-Écosse fut très recherché comme amendement pour les champs de blé aux États-Unis.
La roche était aussi un matériau de construction :  
Le terme mura di selenite  est aussi utilisé dans la région de Bologne pour désigner une roche extraite du sous-sol de la ville et des collines environnantes ; elle fut entre autres utilisée pour la construction des premières fortifications de la ville, aujourd'hui disparues, et pour le soubassement des Tours de Bologne. Il s'agit d'un gypse saccharoïde très induré, à grains jointifs et plus gros que l'albâtre de Toscane qui en est proche. Cette roche facilement taillée a été très utilisée localement jusqu'à une période proche et prend une patine grise, iridescente au soleil. Elle n'est plus utilisée aujourd'hui qu'en sculpture d'ornementation ou en poudre colorée pour la marqueterie de pierre et la restauration de ce type de meuble, ou encore pour des objets d'ameublement.
Au Moyen Âge, le Marienglas (en allemand, verre de Marie) à base de cristaux lamellaires parallèles, parfois de grande taille, servait de vitrage pour protéger des images de la Vierge, d'où le nom de Marienglas. Des mines de gypse furent exploitées à cet effet dans la région de Gotha en Allemagne. Ce matériau était aussi utilisé dans les régions au climat chaud et sec, notamment en Italie, pour le vitrage des fenêtres des bâtiments. L'usage s'est éteint au XVIIIe siècle, avec la généralisation du « verre plat à vitre. »
Le gypse et son apport d'ions calcium peut être utilisé comme traitement contre le sel (chlorure de sodium) dans les champs au sol argileux ou limoneux ayant été inondés par la mer[réf. souhaitée].

### Recyclage
Les déchets et résidus de plâtre et de certains produits à base de plâtre peuvent être récupérés, puis triés et recyclés, théoriquement indéfiniment (la mise en pratique est confrontée à des difficultés économiques et à un manque de volonté). Il en va de même – toujours en théorie – pour le polystyrène expansé qui est souvent associé aux déchets de plaques de plâtre[réf. souhaitée]. 
À ce jour, l'essentiel des déchets de plâtre est cependant éliminé en décharge, où il pose problème. Au Royaume-Uni, la société British Gypsum, filiale du groupe BPB Plc., a été le premier industriel à créer en 2011 un programme de recyclage des plaques de plâtre à l'intention des professionnels, dit « Plasterboard Recycling Service ». Ce programme répond aussi à l'augmentation d'une écotaxe portant sur la mise en décharge des déchets (en)[réf. souhaitée].
On peut également noter en France l'initiative de l'usine SINIAT, produisant du plâtre près d'Auneuil, qui est passé d'un taux de réemploi du plâtre de 5 % en 2008 à près de 15 % en 2013, ainsi que le projet européen de recyclage "Gypsum to Gypsum" lancé début 2013 par Eurogypsum, la fédération européenne des producteurs de gypse, avec le soutien du député européen Jean-Paul Gauzès.

### Rôle dans l'extinction Crétacé-Paléogène
Le gypse aurait eu un rôle majeur sur la biodiversité, lors de l’extinction massive du Crétacé-Paléogène.
En effet, les eaux peu profondes du Golfe du Mexique regorgeaient de gypse. Sous la puissance de l'impact de la météorite, le gypse s'est vaporisé générant une quantité phénoménale d'aérosols sulfatés, libérés dans la haute atmosphère à l'échelle de la planète.
Cela a contribué à assombrir toute l'atmosphère, de manière suffisamment durable pour empêcher la photosynthèse et à bloquer la chaîne alimentaire, vitale pour la biodiversité.

## Galerie

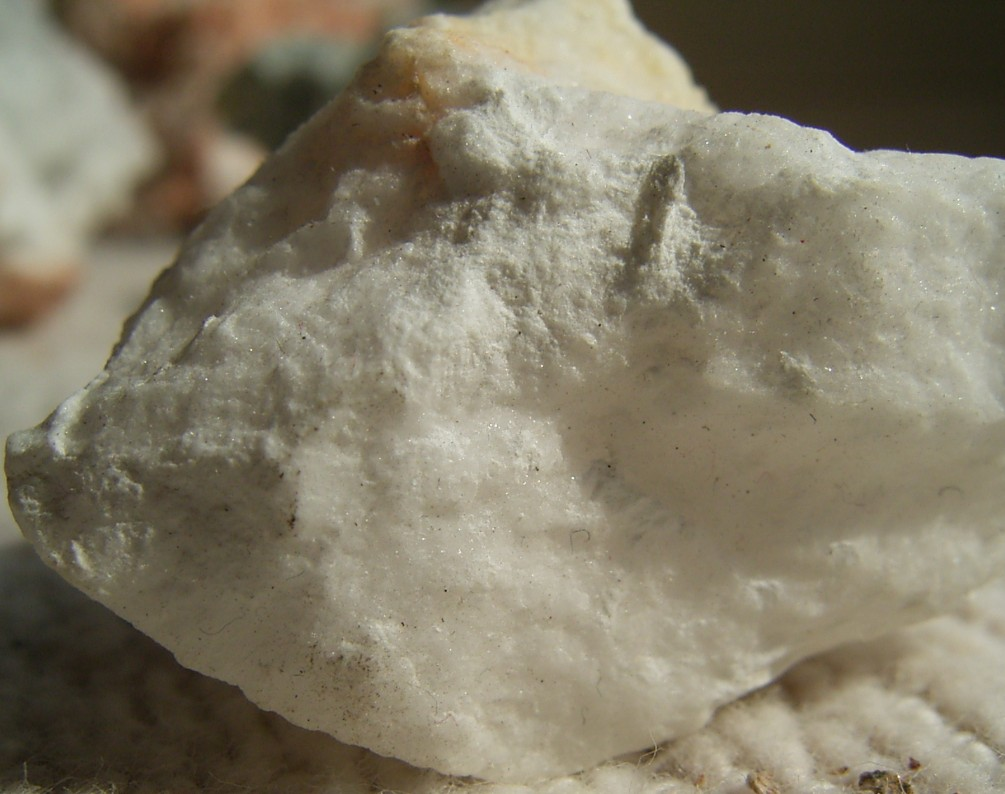
Morceau d’albâtre gypseux de l'Arkansas
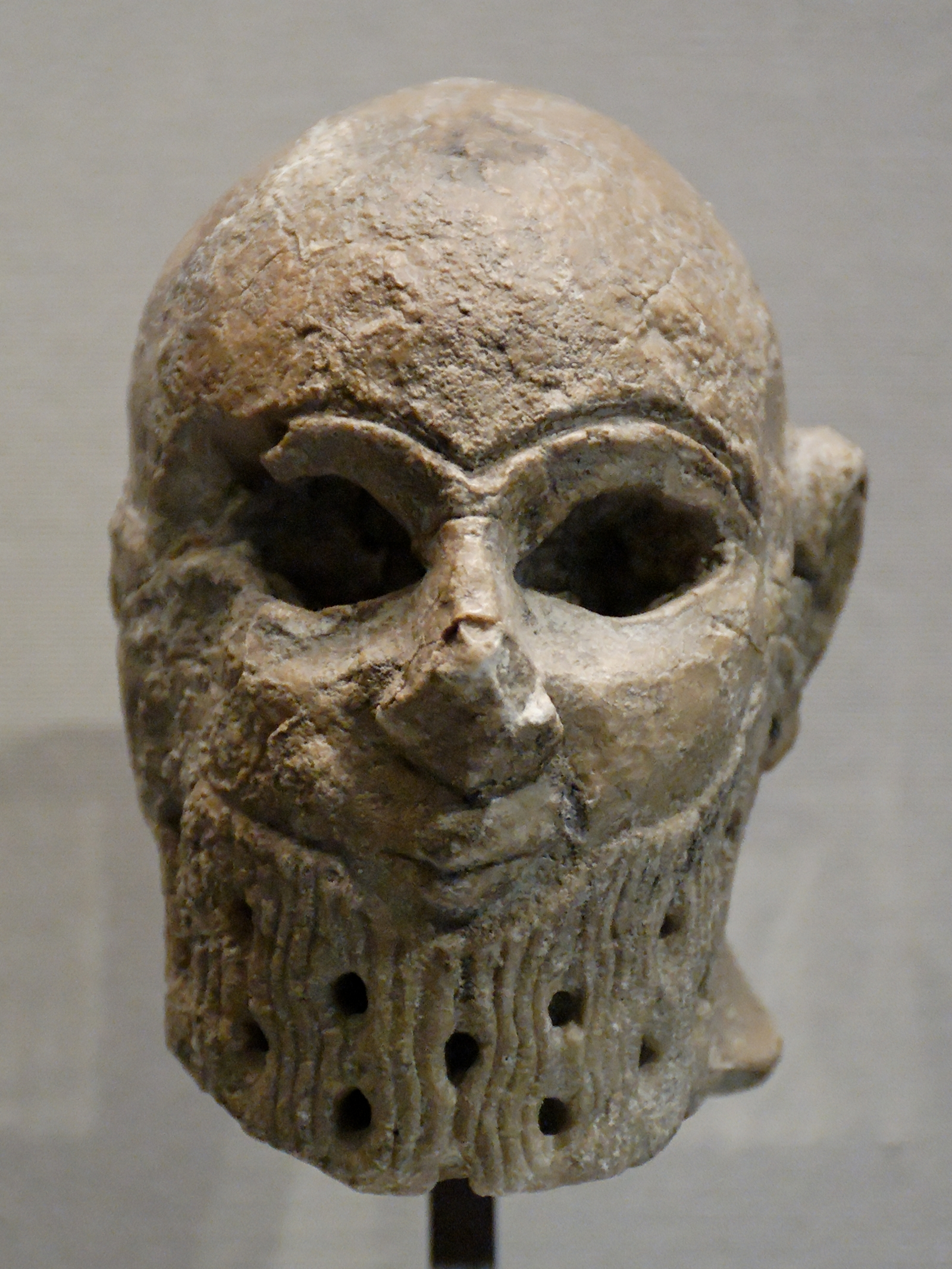
Tête d'orant barbu en albâtre gypseux. Temple d'Ishtar à Mari en Syrie, v. 2500–2400 av. J.-C.
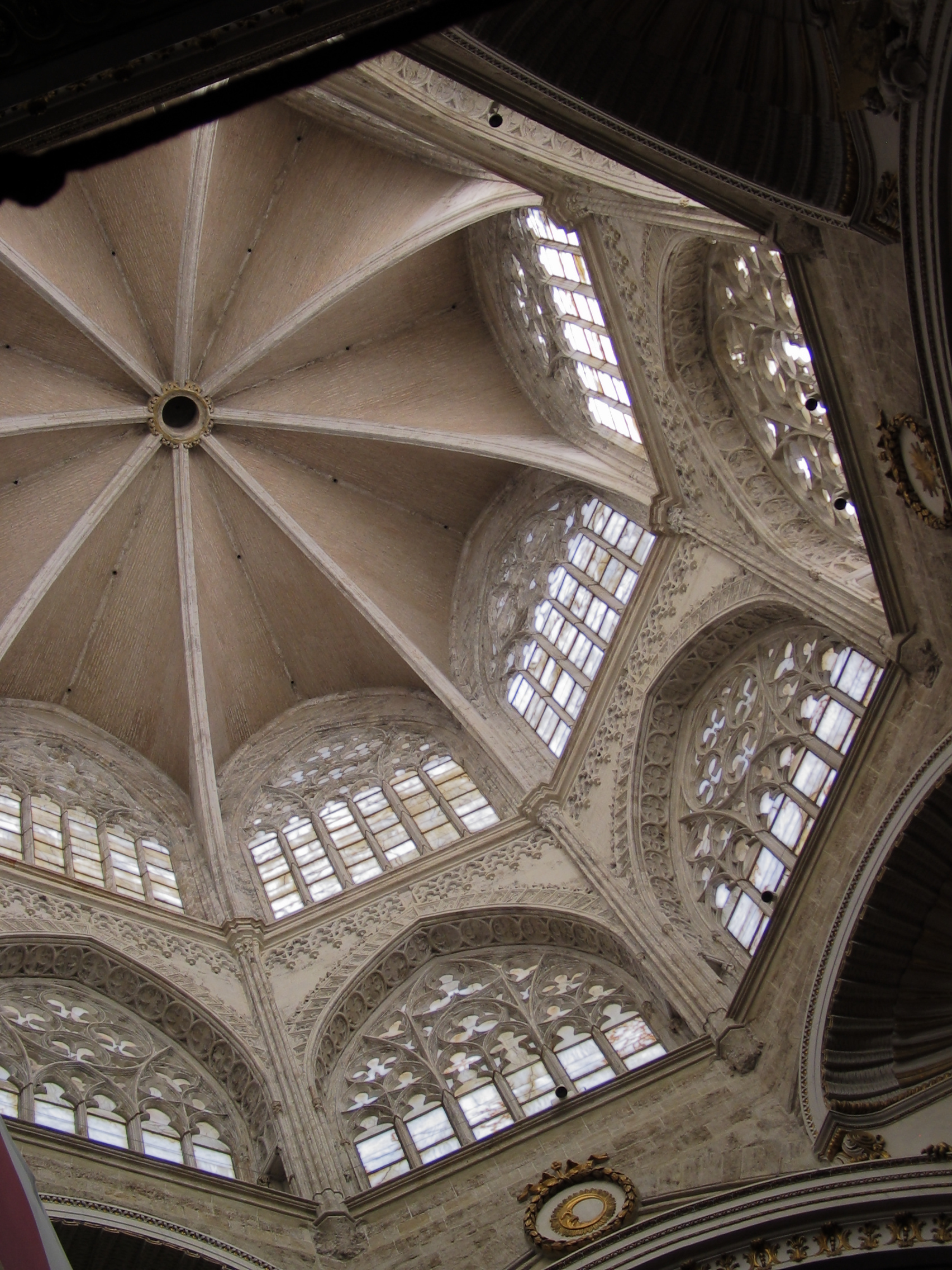
Vitraux d’albâtre de la cathédrale de Valence, en Espagne
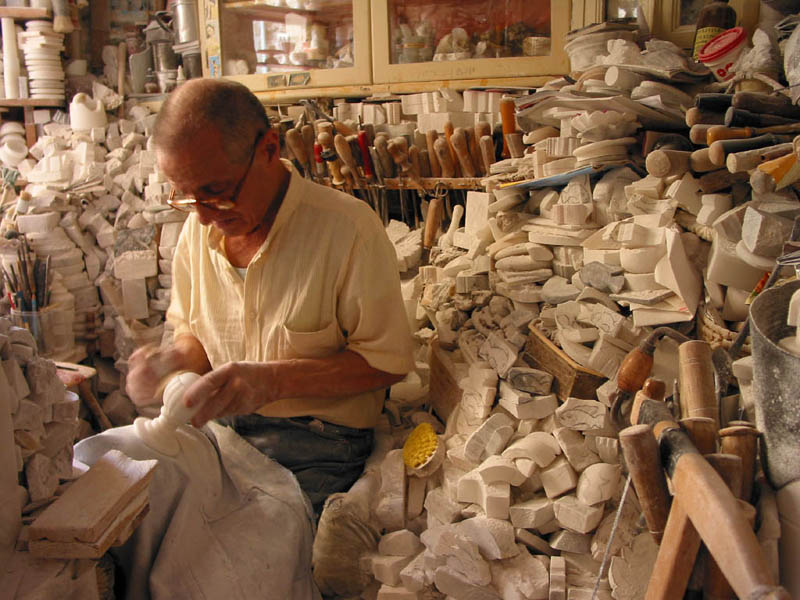
Travail de l’albâtre gypseux à Volterra, enToscane

## Calendrier républicain
- Dans le calendrier républicain, la Pierre à plâtre était le nom attribué au 21e jour du mois de nivôse[24].